# جورج أرمسترونغ (سياسي)
جورج أرمسترونغ هو نجار وسياسي كندي، ولد في 17 أبريل 1870 في إيست يورك ‏ في كندا، وتوفي في 13 فبراير 1956 في كونكورد في الولايات المتحدة. نشط حزبياً في Socialist Party of Canada ‏.